# 圣博内德卡尔
圣博内德卡尔（法語：Saint-Bonnet-des-Quarts，法語發音：[sɛ̃ bɔnɛ de kaʁ]），是法国卢瓦尔省的一个市镇，位于该省西北部，属于罗阿讷区。

## 地理
圣博内德卡尔（46°7'54"N, 3°50'35"E）面积32.45 平方千米，位于法国奥弗涅-罗讷-阿尔卑斯大区卢瓦尔省，该省份为法国中南部省份，北起顺时针与索恩-卢瓦尔省、罗讷省、伊泽尔省、阿尔代什省、上盧瓦爾省、多姆山省和阿列省接壤。
与圣博内德卡尔接壤的市镇（或旧市镇、城区）包括：阿尔弗耶、圣尼科拉代比耶夫、圣皮埃尔拉瓦勒、昂比耶勒、尚日、勒克罗泽、圣马丹代斯特雷欧、圣里朗。

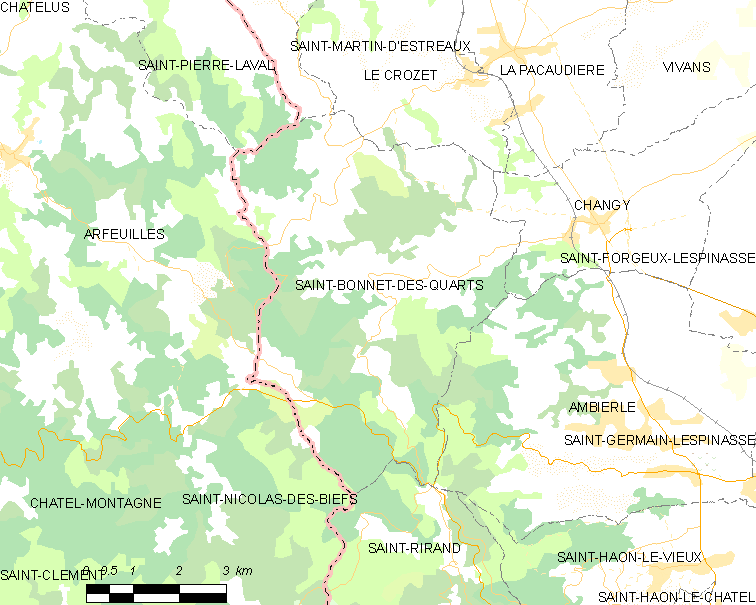
圣博内德卡尔的OSM定位图

圣博内德卡尔的时区为UTC+01:00、UTC+02:00（夏令时）。

## 行政
圣博内德卡尔的邮政编码为42310，INSEE市镇编码为42203。

## 政治
圣博内德卡尔所属的省级选区为勒奈松县。

## 人口

1962-2008年间圣博内德卡尔人口变化图示

圣博内德卡尔于2022年1月1日时的人口数量为338人。